# علی مکوندی
علی مکوندی (زاده ۳ تیر۱۳۷۴ در اهواز، استان خوزستان)، عضو تیم ملی وزنه‌برداری ایران است. او دارنده یک مدال طلای جهانی در مسابقات بین‌المللی فجر و همچنین دو مدال طلا و نقره در مسابقات کاپ آسیا می‌باشد.

## موفقیت‌های کشوری
وی تاکنون موفق به کسب چندین مدال کشوری در سطوح نوجوانان، جوانان و بزرگسالان شده که از این نمونه می‌توان به مدال طلای مسابقات نوجوانان کشور در سال ۱۳۹۰ اشاره کرد.

## موفقیت‌های بین‌المللی
علی مکوندی که به‌علت هم وزن بودن با کیانوش رستمی، دارند مدال طلای جهان و المپیک، کمتر موفق به حضور در تیم ملی شده، تمام تمرکز خود را بر باشگاه کنونی خود یعنی باشگاه مناطق نفت خیز جنوب گذاشته و تا به حال عناوین مختلفی در این رده برای تیم باشگاهی خود کسب نموده که از این قبیل می‌توان به مدال نقره باشگاه‌های آسیا ۲۰۱۶ در دوحه قطر و همچنین طلای مسابقات باشگاه‌های آسیا ۲۰۱۷ در یانگو کره جنوبی اشاره کرد.